# Saloma Aleksandra
Jedina (legalna) kraljica u židovskoj povijesti bila je Saloma Aleksandra. Rođena 139, umrla 67. pr. Kr. 
Žena Aristobula I., a zatim njegovog brata kralja Aleksandra Janaja (vlada 103-76. pr. Kr.). Za njegove vladavine dolazi do građanskog rata, u kojoj Saloma podržava stranku farizeja, koja je inače neprijateljska prema vladajućoj dinastiji Hasmonejaca. Nakon njegove smrti, 76-67. pr. Kr., vlada samostalno. Njezina je vladavina bila mirna. 
Nakon njezine smrti, dolazi do građanskog rata između njezina dva sina, Hirkana II i Aristobula II, koji obojica svojataju kraljevsku vlast. Obojici se suprotstavljaju poklonici obnove teokratske vlasti. To vodi do rimskog osvajanja 63. pr. Kr. 